# Thierry Sabine
Thierry Sabine   (Boulogne-Billancourt, 13 de juny de 1949 - Gourma-Rharous, 14 de gener de 1986) fou un pilot de motociclisme francès, recordat per haver estat el fundador i principal organitzador del Ral·li París-Dakar. Fou també el creador de l'Enduro de Le Touquet (cursa per les dunes de Normandia, anomenada actualment Enduropale).
El 1977 es va perdre al desert de Líbia durant el raid Abidjan-Niça, estant-se 48 hores tot sol fins que no el van trobar. Durant aquest temps va decidir que el desert seria un bon lloc per a un ral·li raid regular, en què tots els aficionats a les curses poguessin posar a prova les seves habilitats. Al desembre d'aquell mateix any es va organitzar una primera edició de la cursa, amb inici a París i arribada a Dakar. Des d'aleshores, va dedicar els anys següents a l'organització del París-Dakar.
Thierry Sabine es va morir quan el seu helicòpter Ecureuil es va estavellar contra una duna a Mali durant una sobtada tempesta de sorra, a les 07:30 pm del dimarts 14 de gener de 1986. En aquell accident també hi van perdre la vida el cantant i compositor Daniel Balavoine, el pilot de l'helicòpter François-Xavier Bagnoud, la periodista Nathalie Odent i l'enginyer radiofònic de la RTL francesa Jean-Paul Lefur.
Sabine va aparèixer pòstumament a la pel·lícula Un homme et une femme : Vingt ans déjà, estrenada el mateix 1986. Després de la seva mort, el seu pare i tres organitzadors més assumiren la direcció del Ral·li Dakar.